# Juan Ángel Romero
Juan Ángel Romero   (Campo Grande (Asunción), 27 de desembre de 1934 - Elx, 17 de juny de 2009), també conegut com a Romerito, fou un futbolista paraguaià de la dècada de 1960.
Pel que fa a clubs, defensà els colors d'Olimpia, Nacional de Montevideo, Elx CF, on passà la major part de la seva carrera, i Hèrcules CF.